# Distretto elettorale di Omuntele
Il distretto elettorale di Omuntele è un distretto elettorale della Namibia situato nella Regione di Oshikoto con 16.865 abitanti al censimento del 2011. Il capoluogo è la città di Omuntele.